# PGC 2790928
LEDA/PGC 2790928 ist eine blaue kompakte Zwerggalaxie, eine kleine Galaxie mit großen jungen Sternhaufen mit heißen, massereichen Sternen, im Sternbild Jagdhunde am Nordsternhimmel. Sie ist schätzungsweise 235 Millionen Lichtjahre von der Milchstraße entfernt. Im selben Himmelsareal befinden sich u. a. die Galaxien NGC 4655, IC 3713, IC 3723, IC 3726.